# كارول فريشيت
كارول فريشيت هي كاتبة مسرحية وكاتِبة كندية، ولدت في 1949 في مونتريال في كندا.